# Ponte Minucio
Il ponte Minucio (in latino Pons Minucius) fu uno dei ponti più importanti della via Flaminia. 
Il ponte Minucio permetteva l'attraversamento del fiume Tevere in prossimità di Gallese, pochi chilometri prima di giungere all'antica città di Ocriculum, nell'odierna Regione Umbria.
Oggi il ponte Minucio non esiste più. Fino al XIX secolo erano ancora visibili nel greto del Tevere i resti dei piloni del ponte, che erano chiamati le "pile di Augusto" (essi furono più volte riprodotti e citati). 
Anche dopo il crollo del ponte Minucio, sicuramente dal Quattrocento, e fino all'apertura, nel 1589, del Ponte Felice ad opera di Papa Sisto V  alcuni chilometri più a valle nei presi di Borghetto, il tracciato della via Flaminia era ancora percorso, ne resta oggi visibile e percorribile il Ponte sul Rio Fratta nel comune di Gallese, giunta all'incirca nello stesso punto del Ponte Minucio, la via Flaminia attraversava il Tevere mediante un traghetto collegato ad un cavo teso tra le due rive.